# LGBT práva v Konžské republice

Duhová mapa Konžské republiky

Lesby, gayové, bisexuálové a translidé (LGBT) se v Konžské republice mohou setkávat s právními komplikacemi neznámými pro většinové obyvatelstvo. Mužská i ženská stejnopohlavní sexuální aktivita je v Konžské republice legální, ale stejnopohlavní páry a jimi tvořené domácnosti nemají přístup ke stejné právní protekci jako různopohlavní páry.

## Zákony týkající se stejnopohlavní sexuální aktivity
Stejnopohlavní sexuální akty jsou legální a nikdy nebyly kriminalizovány. Legální věk způsobilosti k pohlavnímu styku není sjednocený.

## Stejnopohlavní soužití
Stejnopohlavní páry nemají žádný právní status.

## Ochrana před diskriminací
Neexistuje žádná právní ochrana před homofobní diskriminací. Byly zaznamenány případy diskriminace malých lokálních skupin lobbujících za lidská práva a svobody. LGBT lidé jsou terčem násilí, ale agresoři se stávají předmětem trestního stíhání, zejména pak ve východní části země. Případy útěků za svobodou do zahraničí nejsou neobvyklé.

## Životní podmínky
Ministerstvo zahraničí Spojených států amerických, oddělení lidských práv z r. 2010 shledalo, že kvůli sociálním stigmatům nefunguje v zemi žádná velká otevřená gay a lesbická komunita, ale že případy násilí a diskriminace gayů, leseb a translidí nebyly v tomtéž roce zaznamenány. Přestože se diskriminace může kvůli sociálním stigmatům vyskytnout, tak místní nevládní organizace ani média o ní neví.

## Souhrnný přehled
| Legální stejnopohlavní styk                                          | (Vždycky legální) |
| Stejný věk legální způsobilosti k pohlavnímu styku pro obě orientace | (1947)            |
| Zákony proti projevům nenávisti a zločinům z nenávisti               | No                |
| Anti-diskriminační zákony v zaměstnání                               | No                |
| Anti-diskriminační zákony v přístupu ke zboží a službám              | No                |
| Stejnopohlavní manželství                                            | No                |
| Jiná forma stejnopohlavního soužití                                  | No                |
| Adopce dítěte partnera                                               | No                |
| Společná adopce dětí stejnopohlavními páry                           | No                |
| Gayové a lesby smějí otevřeně sloužit v armádě                       |                   |
| Možnost změny pohlaví                                                |                   |
| Přístup k umělému oplodnění pro lesbické ženy                        | No                |
| Náhradní mateřství pro gay páry                                      | No                |
| MSM smějí darovat krev                                               | No                |